# 美作落合站
美作落合站（日语：／ Mimasaka-Ochiai eki */?）是位於岡山縣真庭市西原398番，西日本旅客鐵道（JR西日本）的姬新線車站。

## 歷史
- 1924年（大正13年）5月1日 - 作備線 美作追分至久世之間開業，此站啟用。
  - 當時車站地址為岡山縣真庭郡川東村（日语：川東村 (岡山県)）西原。
- 1929年（昭和4年）4月14日 - 隨著作備西線開通，作備線改名為作備東線，此站成為作備東線車站。
- 1930年（昭和5年）12月11日 - 隨著津山至新見之間全線開通，作備東線成為作備線一部分，此站成為作備線車站。
- 1936年（昭和11年）10月10日 - 作備線成為姬新線一部分，此站成為姬新線車站。
- 1955年（昭和30年）1月1日 - 隨著落合町（日语：落合町 (岡山県)）（第三次）成立，車站地址變為岡山縣真庭郡落合町西原。
- 1987年（昭和62年）4月1日 - 伴隨國鐵分割民營化，車站由西日本旅客鐵道（JR西日本）營運。
- 2005年（平成17年）3月31日 - 隨著真庭市成立，車站地址變為岡山縣真庭市西原。

## 車站構造

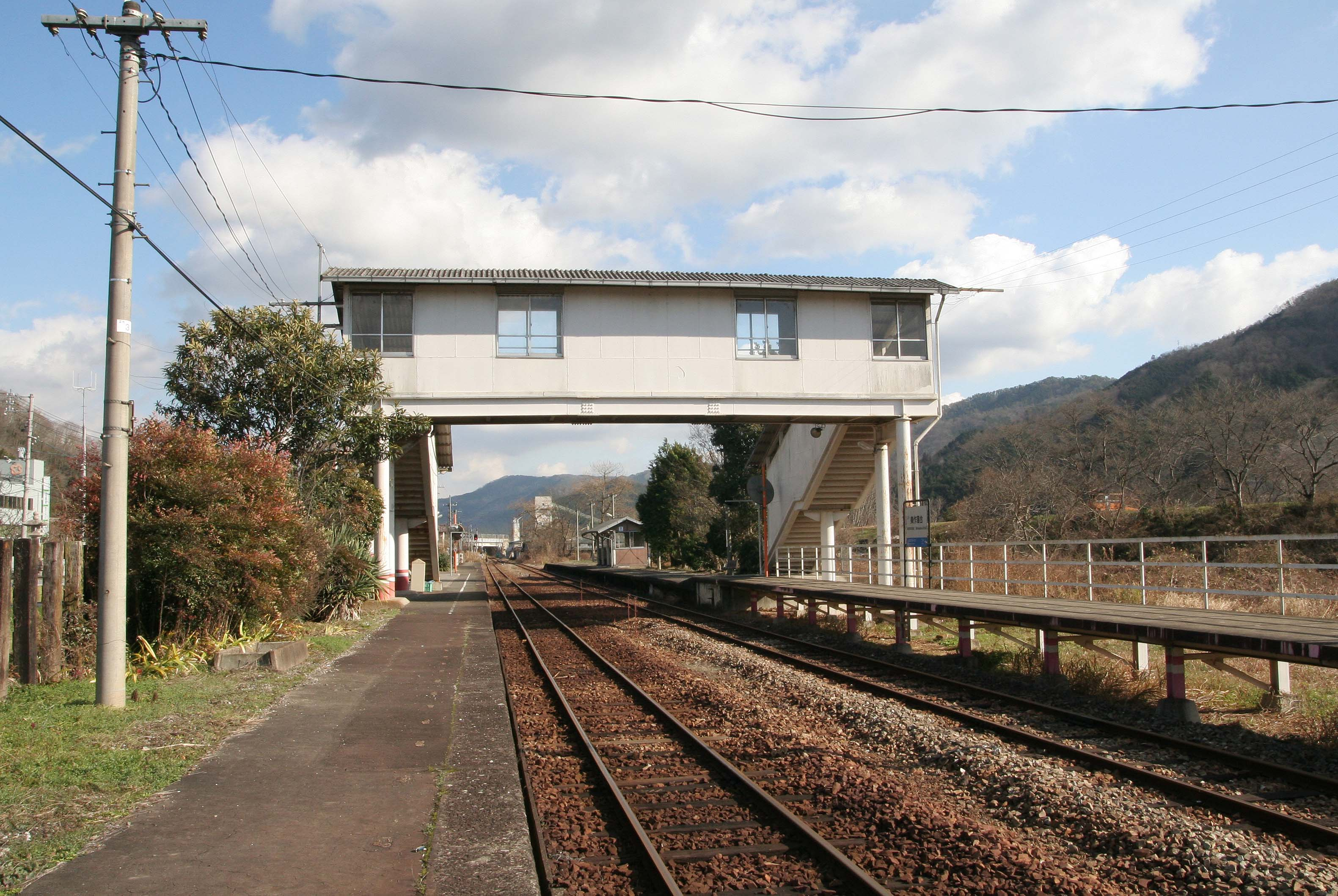
站內（2008年1月3日）

車站是一座地面車站，設有2面2線的相對式月台，可進行列車交會。此站曾經設有2面3線的月台。車站大樓位於津山方向月台側。兩月台之間設有跨線橋連接。
車站大樓在2005年（平成17年）5月建成。在車站大樓對面月台上設有候車室。2005年（平成17年）5月，在中國電力的中國集團電力基金資助下，此站裝設太陽能發電裝置。
此站是由津山站管理的簡易委託車站。此站沒有引入MARS終端和POS終端，只有流動售票機進行售票。

### 月台
| 月台 | 路線   | 上下行 | 方向               |
| ---- | ------ | ------ | ------------------ |
| 1    | 姬新線 | 上行   | 津山、佐用方向     |
| 2    | 姫新線 | 下行   | 中國勝山、新見方向 |

## 使用狀況
以下為近年1日平均乘車人次列表。
| 年度 | 1日平均 乘車人次 |
| ---- | ---------------- |
| 1999 | 233              |
| 2000 | 238              |
| 2001 | 251              |
| 2002 | 246              |
| 2003 | 250              |
| 2004 | 275              |
| 2005 | 293              |
| 2006 | 282              |
| 2007 | 272              |
| 2008 | 244              |
| 2009 | 241              |
| 2010 | 228              |
| 2011 | 252              |
| 2012 | 258              |
| 2013 | 260              |
| 2014 | 223              |
| 2015 | 245              |
| 2016 | 233              |
| 2017 | 229              |
| 2018 | 208              |

## 車站周邊

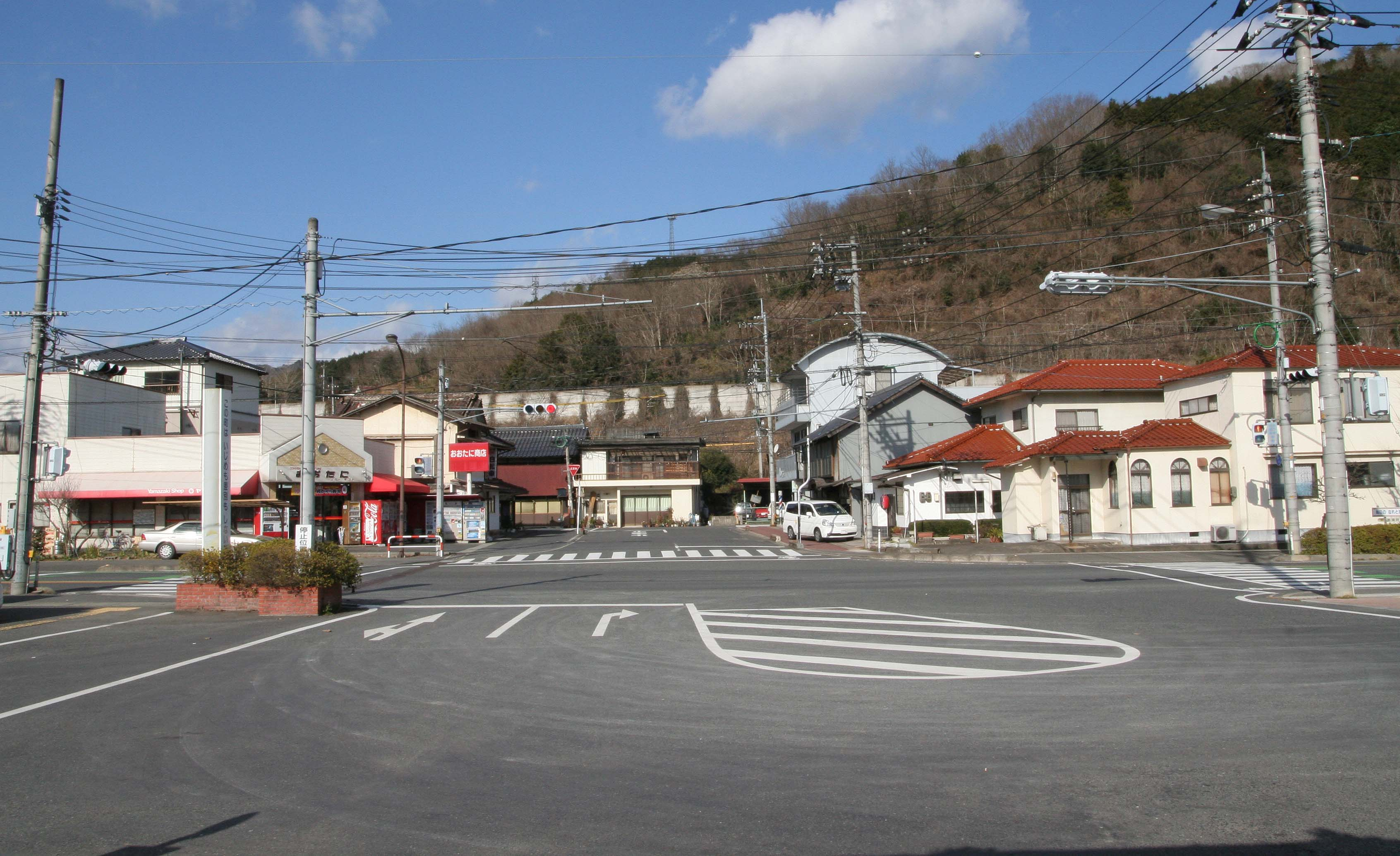
車站周邊（2008年1月3日）

在車站前設有前往福渡站（津山線）方向的旭川櫻花巴士路線。此站往古見方向處設有急彎。而車站名稱中的「落合」地區中心（落合垂水）位於旭川對面岸。
- 真庭市政廳落合分局（前・落合町公所）
- 落合郵局（日语：落合郵便局 (岡山県)）
- 岡山縣立落合高等學校（日语：岡山県立落合高等学校）、岡山縣立真庭高等學校（日语：岡山県立真庭高等学校）落合校區
- 真庭市立落合小學
- 太陽廣場
- 綜合醫院落合醫院（日语：総合病院落合病院）
- 旭川（日语：旭川 (岡山県)）
- 中國自動車道落合交流道
- 國道313號（日语：国道313号）
- 岡山縣道30號落合建部線（日语：岡山県道30号落合建部線）
- 岡山縣道204號美作落合停車場線（日语：岡山県道204号美作落合停車場線）
- 岡山縣道411號垂水追分線（日语：岡山県道411号垂水追分線）

## 相鄰車站
西日本旅客鐵道（JR西日本）
 姬新線
■快速
坪井－美作落合－久世
■普通
美作追分－美作落合－古見

## 注腳
1. ↑  岡山縣統計年報 （页面存档备份，存于）（日語）

## 外部連結
- 美作落合｜車站資訊：JR出門網 - 西日本旅客鐵道（日語）